# Elizabeth Loftus
Elizabeth F. Loftus (geboren als Elizabeth Fishman op 16 oktober 1944) is een Amerikaanse cognitief psycholoog en expert op het gebied van het menselijk geheugen. Ze heeft uitgebreid onderzoek gedaan naar de beïnvloedbaarheid van het menselijk geheugen. Loftus staat bekend om haar baanbrekende onderzoek naar het "misinformation effect" - het achteraf vervormen van herinneringen - en naar het geheugen van ooggetuigen, en het ontstaan van valse herinneringen, waaronder het oproepen van herinneringen aan seksueel kindermisbruik.
Naast haar uitgebreide werk in het laboratorium was Loftus betrokken bij de toepassing van haar onderzoek in de rechtspraak. Ze was consultant en getuigde als expert in honderden zaken.
Loftus heeft vele prijzen en eredoctoraten ontvangen. In 2002 stond ze op de 58e plaats in de top honderd van meest invloedrijke psychologische onderzoekers van het wetenschappelijk tijdschrift Review of General Psychology. Daarmee was zij de hoogst scorende vrouw op de lijst.

## Biografie
Loftus groeide op in Bel Air (Los Angeles), in Californië. Haar ouders waren Sidney en Rebecca Fishman; haar vader was arts en haar moeder bibliothecaresse. Toen Loftus 14 jaar oud was, verdronk haar moeder. In 1968 trouwde Loftus met psycholoog Geoffrey Loftus, in 1991 scheidden zij maar ze bleven vrienden. Loftus heeft geen kinderen.

### Carrière
Loftus haalde in 1966 cum laude haar bachelordiploma in wiskunde en psychologie aan de Universiteit van Californië, Los Angeles. Ze behaalde haar master in 1967 en haar doctoraat in 1970, beide in wiskundige psychologie aan de Stanford-universiteit, als enige vrouw in haar studiejaar. De titel van haar proefschrift was "An Analysis of the Structural Variables That Determine Problem-Solving Difficulty on a Computer-Based Teletype."
Haar eerste academische aanstelling was in 1970 aan de New School for Social Research in New York. Haar onderzoek daar was gericht op de structuur van semantisch geheugen. Loftus realiseerde zich echter al snel dat ze onderzoek wilde doen met meer maatschappelijke relevantie. Deze wens wijt Loftus zelf deels aan een gesprek met een kennis die ze vertelde over haar onderzoek naar semantisch geheugen en die zich afvroeg hoe de kosten van dit onderzoek zich verhielden tot de opbrengsten.

#### Het misinformatie-effect
In 1973 werd Loftus universitair docent aan de Universiteit van Washington. Ze zette een nieuwe onderzoekslijn op naar de werking van het geheugen in het dagelijks leven, om te beginnen een empirische studie van ooggetuigeverklaringen. Een van haar eerste studies was een proef om te onderzoeken of het mogelijk is om herinneringen van ooggetuigen te beïnvloeden via informatie die achteraf wordt verschaft. Uit eerder onderzoek was gebleken dat herinneringen niet vanzelfsprekend een accurate weergave zijn van werkelijke gebeurtenissen, maar worden gevormd op grond van ervaringen in het verleden en andere vormen van beïnvloeding. Uit het onderzoek bleek dat de formulering van vragen de herinneringen die de deelnemers rapporteerden veranderde. Vervolgens onderzocht Loftus of suggestieve vragen en andere vormen van misleidende informatie de herinnering aan een gebeurtenis kunnen veranderen. Om dit te onderzoeken ontwikkelde ze het misinformatie-effectparadigma. Dat toont aan dat de herinneringen van ooggetuigen veranderen na blootstelling aan incorrecte informatie over een gebeurtenis en dat het geheugen zeer kneedbaar is en gevoelig voor suggestie. Het misinformatie-effect werd een van de invloedrijkste en bekendste effecten in de psychologie. Het vroege werk van Loftus aan het misinformatie-effect leidde tot honderden vervolgstudies naar factoren die de accuratesse van herinneringen verbeteren of juist verslechteren, en naar de cognitieve mechanismen die daaraan ten grondslag liggen.

##### Expertgetuigenissen
Loftus is in vele rechtszaken opgetreden als getuige en adviseur met betrekking tot de aard van ooggetuigeherinneringen. Deze toepassing van haar werk in het rechtssysteem kwam voort uit een artikel dat Loftus in 1974 publiceerde, over de relatie tussen de conclusies van psychologische wetenschap en getuigenverklaringen in een moordzaak die ze had geobserveerd. Daarin speelden tegenstrijdige ooggetuigeherinneringen een cruciale rol bij het bewijs. Advocaten die het artikel hadden gelezen, vroegen Loftus om te adviseren in hun zaken en rechters vroegen om lezingen over ooggetuigebewijs. Zo begon Loftus haar werk als onderwijzer van juristen. In 1975 zorgde Loftus voor een juridische precedent toen ze in de staat Washington getuigde als expert over ooggetuigenherinneringen, met name ooggetuige-identificatie. Sindsdien trad ze op als getuige-deskundige in meer dan 250 rechtszaken.
Loftus was betrokken bij bekende zaken als de McMartin-rechtszaak, waarin leden van een familie die een kinderopvang had, werden beschuldigd van seksueel misbruik; de zaak tegen O.J. Simpson; de zaken tegen massamoordenaars Ted Bundy, Willie Mak en Angelo Buono; de Abscam-zaak; de rechtszaak tegen Oliver North; de zaak tegen de politie-agenten die werden beschuldigd van het mishandelen van Rodney King; de zaak tegen de gebroeders Menendez; de zaak betreffende de bomaanslag in Oklahoma City; en processen met betrekking tot Michael Jackson, Martha Stewart en Lewis Libby.

### De geheugenoorlogen
In de vroege jaren negentig verlegde Loftus haar werk naar onderzoeken of het mogelijk is om valse herinneringen te scheppen aan gebeurtenissen die nooit hebben plaatsgevonden. De aanleiding was een rechtszaak in 1990 waarin Loftus als getuige-deskundige optrad.
Het bijzondere van deze zaak was dat George Franklin werd beschuldigd van moord, maar dat het enige bewijs de getuigenis van zijn dochter was. Eileen Franklin-Lipsker beweerde dat ze voorheen onderdrukte herinneringen had aan het feit dat haar vader twintig jaar daarvoor een vriendin uit haar kindertijd had verkracht en vermoord. Deze herinneringen zouden weer naar boven zijn gekomen tijdens psychotherapie. Loftus getuigde over de maakbaarheid van het geheugen, maar moest toegeven dat ze geen onderzoek kende naar het specifieke soort herinnering dat Franklin-Lipsker beweerde te hebben. George Franklin werd veroordeeld; na hoger beroep werd hij in 1996 vrijgelaten.
In die periode waren er veel meer vergelijkbare beschuldiging, zowel in als buiten rechtszaken, gebaseerd op hervonden herinneringen aan trauma’s. Loftus begon te onderzoeken of die hervonden herinneringen deels valse herinneringen konden zijn, ontstaan door de suggestieve technieken die sommige therapeuten destijds gebruikten en die werden aanbevolen in de zelfhulpliteratuur. Het was ethisch niet verantwoord haar proefpersonen ervan te overtuigen dat zij als kind seksueel misbruikt waren door een familielid. Daarom moest Loftus een onderzoeksvorm vinden gebaseerd op een trauma in de kindertijd zonder haar proefpersonen te schaden. Haar student Jim Coan ontwikkelde de verdwaald-in-het-winkelcentrumtechniek. Daarbij wordt getracht een valse herinnering te implanteren aan het als kind verdwalen in een winkelcentrum, waarna getest werd of het bespreken van die situatie een herinnering eraan kon produceren, hoewel de gebeurtenis nooit had plaatsgevonden. In haar eerste studie vond Loftus dat 25 procent van de proefpersonen een herinnering ontwikkelde aan een gebeurtenis die nooit had plaatsgevonden. Uitbreidingen en varianten op deze techniek toonden aan dat gemiddeld een derde van de proefpersonen overtuigd kon worden dat ze in hun kindertijd iets hadden meegemaakt dat niet echt was gebeurd, zelfs zeer traumatische en onmogelijke gebeurtenissen. Het onderzoek van Loftus is gebruikt om getuigenissen op grond van hervonden herinneringen te weerleggen in rechtszaken en resulteerde in striktere eisen voor het gebruik van hervonden herinneringen in rechtszaken en de noodzaak van meer aanvullend bewijs. Bovendien is in sommige Amerikaanse staten vervolging op grond van hervonden herinneringen niet meer toegestaan en aarzelen verzekeraars om therapeuten te verzekeren voor rechtsbijstand in zaken met betrekking tot hervonden herinneringen.

#### Kritiek op onderzoek
Loftus’ eerste onderzoek met de verdwaald-in-het-winkelcentrumtechniek werd bekritiseerd door Lynn Crook en Martha Dean op grond van de ethiek achter de manier waarop proefpersonen waren geworven.
Kenneth Pope stelde dat Loftus ten onterechte haar bevindingen generaliseerde om conclusies te trekken over valse herinneringen en therapeutische technieken.

Deze auteurs meenden fouten, overdrijvingen en omissies te kunnen aanwijzen in haar werk. In een reactie op deze critici stelde Loftus dat hun kritiek gebaseerd leek op persoonlijke animositeit in plaats van een juist begrip van het onderzoek. Met betrekking tot de ethiek van de opzet van de studie stelde Loftus dat in eerste instantie een collega de aanpak beproefde met zijn dochter en later op het idee terugkwam tijdens een van haar lessen. Ook benadrukte ze dat proefpersonen geen nadelige effecten lieten zien tijdens de follow-up en dat de techniek en de bevindingen meerdere malen waren gerepliceerd, waarmee de conclusies gerechtvaardigd bleken.
Naast tegenwerking van andere onderzoekers is Loftus beledigd door een aanklager, aangevallen door een vliegtuigpassagier die haar herkende, ontving ze haat-mail en doodsbedreigingen, en moest ze zich laten beschermen door beveiligers tijdens lezingen.
Na het bekritiseren van de theorie achter hervonden herinneringen en getuigenissen over de aard van herinneringen en valse beschuldigingen van kindermisbruik werd Loftus online lastiggevallen door Diana Napolis, een aanhanger van complottheorieën die geloofde dat Loftus deelnam aan satanisch ritueel misbruik of meehielp om deze misdrijven te verhullen als onderdeel van een groter complot.

##### De zaak Jane Doe
De zaak die wellicht de meest nadelige invloed had op Loftus is die van "Jane Doe", die in werkelijkheid Nicole Taus heet. In 1997 publiceerden David Corwin en zijn collega Erna Olafson een casusbeschrijving van een ogenschijnlijk geloofwaardige zaak van een accurate hervonden herinnering aan seksueel kindermisbruik.
Loftus en haar collega Melvin Guyer besloten de zaak nader te onderzoeken. Door het gebruik van openbare dossiers en het ondervragen van bekenden van Taus ontdekten ze informatie die Corwin niet had opgenomen in zijn oorspronkelijk artikel; informatie die er volgens hen op wees dat Taus' herinnering aan misbruik vals was. Terwijl Loftus en Guyer bezig waren met hun onderzoek, nam Taus contact op met de Universiteit van Washington en beschuldigde Loftus van inbreuk op haar privacy. Daarop nam de universiteit Loftus' bestanden in beslag en stelde een 21 maanden durend onderzoek naar haar in, haar in de tussentijd verbiedend om haar conclusies te delen. Uiteindelijk concludeerde de universiteit dat ze niets had misdaan en mocht ze haar conclusies publiceren in 2002.
Taus klaagde in 2003 Loftus, de Universiteit van Washington en enkele anderen aan vanwege die publicatie. De rechtszaak draaide in eerste instantie om inbreuk op de privacy, smaad, fraude en psychisch leed; in totaal waren er 21 klachten. In februari 2007 verwierp het hooggerechtshof van Californië alle klachten, met één uitzondering. Die uitzondering was de bewering van Taus dat Loftus zich had voorgedaan als Corwins leidinggevende toen ze Taus' pleegmoeder interviewde. De zaak werd geschikt in 2007, toen de rechtsverzekeraar van Loftus instemde met een schikking voor een bedrag van 7.500 dollar, in plaats van de kosten te dragen van een rechtszaak over deze beschuldiging. Taus werd veroordeeld tot betaling van de juridische kosten van de andere aangeklaagden, wat neerkwam op 450.578,50 dollar. Taus ging in beroep tegen deze uitspraak. Loftus publiceerde in 2009 haar eigen analyse van de zaak.
In 2001 verliet Loftus de Universiteit van Washington om te gaan werken aan de Universiteit van Californië - Irvine, waar ze buitengewoon hoogleraar sociale ecologie, hoogleraar rechten en hoogleraar cognitieve wetenschap is. Ook is zij bestuurder van het Centrum voor Psychologie en Wet en lid van het Centrum voor de Neurobiologie van Leren en Geheugen. Aan de Universiteit van Californië onderzoekt Loftus de gevolgen voor het gedrag en de mogelijke voordelen van valse herinneringen, zoals het vermogen van valse herinneringen om het verlangen naar bepaalde voedingsmiddelen te verminderen.

## Prijzen
| Jaar | Prijs |
| ---- | --- |
| 1991 | Honorair lid van de British Psychological Society |
| 1994 | In Praise of Reason-prijs van het Committee for Scientific Investigation of Claims of the Paranormal                                                        |
| 1995 | Distinguished Contribution to Forensic Psychology-prijs van de American Academy of Forensic Sciences                                                        |
| 1996 | Distinguished Contribution to Basic and Applied Scientific Psychology-prijs van de American Association of Applied and Preventative Psychology              |
| 1997 | James McKeen Cattell Fellow-prijs van de Association for Psychological Science                                                                              |
| 2001 | William James Fellow-prijs van de Association for Psychological Science                                                                                     |
| 2002 | Contributions to Sexual Science-prijs van de Society for the Scientific Study of Sexuality                                                                  |
| 2002 | Quad-L-prijs van de University of New Mexico |
| 2003 | Distinguished Scientific Applications of Psychology-prijs van de American Psychological Association; gaf acceptatierede tijdens de APA-conferentie van 2003 |
| 2003 | Verkozen tot lid van de American Academy of Arts and Sciences                                                                                               |
| 2003 | Verkozen tot Thorsten Sellin-lid van de American Academy of Political and Social Sciences                                                                   |
| 2004 | Verkozen tot lid van de National Academy of Sciences |
| 2005 | Erelid van psychologisch genootschap Psi Chi |
| 2005 | Verkozen tot lid van de Royal Society of Edinburgh |
| 2005 | Grawemeyer-prijs voor psychologie van de University of Louisville                                                                                           |
| 2005 | Lauds & Laurels Faculty Achievement-prijs van de University of California, Irvine                                                                           |
| 2006 | Verkozen tot lid van de American Philosophical Society. |
| 2007 | Verkozen tot "Humanist Laureate" door de International Academy of Humanism                                                                                  |
| 2009 | Distinguished Contributions to Psychology and Law-prijs van de American Psychology-Law Society                                                              |
| 2010 | Howard Crosby Warren-medaille van de Society of Experimental Psychologists                                                                                  |
| 2010 | Scientific Freedom and Responsibility-prijs van de American Association for the Advancement of Science                                                      |
| 2012 | William T. Rossiter-prijs van de Forensic Mental Health Association of California                                                                           |

In haar toespraak bij het aanvaarden van de Scientific Freedom and Responsibility Award stelde Loftus states dat het woord "vrijheid" voor haar persoonlijk belangrijk is. Ze had namelijk nooit verwacht dat ze, toen ze begon zich uit te spreken over onderdrukte herinneringen, het doelwit zou worden van een georganiseerde en niet-aflatende hetze. Loftus vindt dat de huidige wereld gevaarlijk is voor de wetenschap en dat als wetenschappers hun vrijheden willen behouden, zij zich moeten uitspreken tegen "zelfs de meest gekoesterde overtuigingen die onbewezen mythes weerspiegelen".

### Eredoctoraten
Loftus heeft zeven eredoctoraten ontvangen in uiteenlopende wetenschappelijke velden.
| Jaar | Instelling                                     | Eredoctoraat                        |
| ---- | ---------------------------------------------- | ----------------------------------- |
| 1982 | Miami University                               | Doctor of Science                   |
| 1990 | Universiteit Leiden, Nederland                 | Doctorate Honoris Causa             |
| 1994 | John Jay College of Criminal Justice, New York | Doctor of Laws                      |
| 1998 | University of Portsmouth, Engeland             | Doctor of Science                   |
| 2005 | Universiteit van Haifa, Israël                 | Doctor of Philosophy, Honoris Causa |
| 2008 | Universiteit van Oslo, Noorwegen               | Doctor Honoris Causa                |
| 2015 | Goldsmiths, University of London               | Doctor of Psychology                |

### Invloedrijke posities
Loftus is lid van de uitvoeren raad van het Committee for Skeptical Inquiry Ze is lid van de wetenschappelijk en professionele adviesraad van de False Memory Syndrome Foundation. Ook is ze sinds 1990 lid van de Society of Experimental Psychologists.
Loftus was voorzitter van de Association for Psychological Science (1998–1999), de Western Psychological Association (1984, 2004-2005), en de American Psychology-Law Society. Ze was lid van de raad van bestuur van de Psychonomic Society (1990–1995). Ook had ze zitting in de raad van bestuur van het Institute for the Study of the Trial (1979–1981).

## Publicaties

### Belangrijke wetenschappelijke artikelen
- Loftus, E.F. (1974). Reconstructing memory: The incredible eyewitness. Psychology Today 8: 116–119.
- Loftus, E.F., Palmer, J.C. (1974). Reconstruction of automobile destruction: An example of the interaction between language and memory. Journal of Verbal Learning and Verbal Behavior 13: 585–589. DOI: 10.1016/S0022-5371(74)80011-3.
- Loftus, E.F. (1975). Leading questions and the eyewitness report. Cognitive Psychology 7: 560–572. DOI: 10.1016/0010-0285(75)90023-7.
- Loftus, E.F., Miller, D.G., Burns, H.J. (1978). Semantic integration of verbal information into a visual memory. Journal of Experimental Psychology: Human Learning and Memory 4: 19–31. DOI: 10.1037/0278-7393.4.1.19.
- Loftus, E.F. (1979). The malleability of human memory. American Scientist 67: 312–320.
- Loftus, E.F. (1983). Silence is not golden. American Psychologist 38: 564–572. DOI: 10.1037/0003-066x.38.5.564.
- Christianson, S., Loftus, E.F. (1987). Memory for traumatic events. Applied Cognitive Psychology 1: 225–239. DOI: 10.1002/acp.2350010402.
- Loftus, E.F., Hoffman, H.G. (1989). Misinformation and memory: The creation of memory. Journal of Experimental Psychology: General 118: 100–104. DOI: 10.1037/0096-3445.118.1.100.
- Loftus, E.F (januari 1991). The glitter of everyday memory...and the gold. American Psychologist 46 (1): 16–18. PMID 1996855. DOI: 10.1037/0003-066X.46.1.16.
- Loftus, E.F. (1993). The reality of repressed memories. American Psychologist 48: 518–537. DOI: 10.1037/0003-066x.48.5.518.
- Loftus, E.F., Garry, M., Feldman, J. (1994). Forgetting sexual trauma. Journal of Consulting and Clinical Psychology 62: 1177–1181. DOI: 10.1037/0022-006x.62.6.1177.
- Loftus, E.F., Pickrell, J.E. (1995). The formation of false memories. Psychiatric Annals 25: 720–725.
- Loftus, E.F. (1995). Remembering dangerously. Skeptical Inquirer 19: 20–29.
- Garry, M., Manning, C., Loftus, E.F., Sherman, S.J. (1996). Imagination Inflation: Imagining a childhood event inflates confidence that it occurred. Psychonomic Bulletin and Review 3: 208–214. DOI: 10.3758/bf03212420.
- Loftus, E.F. (1998). Illusions of Memory. Proceedings of the American Philosophical Society 142: 60–73.
- Loftus, E.F. (1999). Lost in the mall: Misrepresentations and misunderstandings. Ethics & Behavior 9 (1): 51–60. PMID 11657488. DOI: 10.1207/s15327019eb0901_4.
- Mazzoni, G.A.L., Loftus, E.F., Kirsch, I. (2001). Changing beliefs about implausible autobiographical events. Journal of Experimental Psychology: Applied 7 (1): 51–59. DOI: 10.1037/1076-898x.7.1.51.
- "Who abused Jane Doe?: The hazards of the single case history. Part I", mei-juni 2002, pp. 24–32.
- "Who abused Jane Doe? Part II", juli-august 2002, pp. 37–40, 44.
- Bernstein, D.M., Laney, C., Morris, E.K., Loftus, E.F. (2005). False beliefs about fattening foods can have healthy consequences. Proceedings of the National Academy of Sciences 102: 13724–13731. PMID 16079200. PMC 1236554. DOI: 10.1073/pnas.0504869102.
- Berkowitz, S.R., Laney, C., Morris, E.K., Garry, M., Loftus, E. F. (2008). Pluto Behaving Badly: False beliefs and their consequences. American Journal of Psychology 121: 643–660. DOI: 10.2307/20445490.

### Boeken
- Learning. Mednick, S.A., Pollio, R. H. & Loftus, E.F. (1973). Englewood Cliffs, NJ: Prentice-Hall.
- Human Memory: The Processing of Information. Loftus, G.R. & Loftus, E.F. (1976) Hillsdale, NJ: Erlbaum Associates.
- Cognitive Processes. Bourne, L.E., Dominowski, R. L., & Loftus, E.F. (1979). Englewood Cliffs, NJ: Prentice-Hall.
- Eyewitness Testimony. Loftus, E.F. (1979). Cambridge, MA: Harvard University Press. (National Media Award, Distinguished Contribution, 1980). (Reissued with new Preface in 1996).
- Memory. Loftus, E.F. (1980). Reading, MA: Addison-Wesley. (Reprinted by NY: Ardsley Press 1988).
- Psychology. Wortman, C.B. & Loftus, E.F. (1981). New York: Random House (Knopf).
- Essence of Statistics. Loftus, G.R. & Loftus, E.F. (1982). Monterey, CA: Brooks/Cole.
- Psychology Today. Bootzin, R., Loftus, E., & Zajonc, R. (1983). (5th ed.). NY: Random House.
- Mind at Play. Loftus, G.R. & Loftus, E.F. (1983). New York: Basic Books.
- Eyewitness Testimony—Psychological perspectives. Wells, G. & Loftus, E.F. (Eds.) (1984). NY: Cambridge University Press.
- Psychology (2nd ed.) Wortman, C.B. & Loftus, E.F. (1985). NY: Random House (Knopf).
- Cognitive Processes. Bourne, L.E., Dominowski, R.L., Loftus, E.F., & Healy, A. (1986). Englewood Cliffs: Prentice-Hall.
- Eyewitness Testimony: Civil and Criminal. Loftus, E.F. & Doyle, J. (1987). NY: Kluwer.
- Statistics. Loftus, G.R. & Loftus, E.F. (1988). New York: Random House.
- Psychology (3rd ed.). Wortman, C.B. & Loftus, E.F. (1988). NY: Random House (Knopf).
- Witness for the Defense; The Accused, the Eyewitness, and the Expert Who Puts Memory on Trial Loftus, E.F. & Ketcham, K. (1991) NY: St. Martin’s Press.
- Psychology (4th ed.) Wortman, C.B. & Loftus, E.F. (1992) NY: McGraw Hill.
- Eyewitness Testimony – Civil and Criminal. Loftus, E.F. & Doyle, J.M. (1992) Charlottesville, VA: The Michie Co.
- The Myth of Repressed Memory. Loftus, E.F. & Ketcham, K. (1994) NY: St. Martin’s Press.
- Eyewitness testimony: Civil & Criminal, 3rd edition. Loftus, E.F. & Doyle, J.M. (1997) Charlottesville, Va: Lexis Law Publishing.
- Psychology (5th edition). Wortman, C.B., Loftus, E.F., & Weaver, C. (1999) NY: McGraw Hill.
- Eyewitness testimony: Civil & Criminal, 4th edition. Loftus, E.F., Doyle, J.M. & Dysert, J. (2008) Charlottesville, Va: Lexis Law Publishing. (482 pages)

### Publieke optredens
Loftus was deelnemer en spreker op het symposium Beyond Belief: Science, Religion, Reason and Survival, in november 2006. Ze was in 2011 spreker op de jaarlijkse conferentie van de British Psychological Society, in Glasgow van 4 tot 6 mei. Ook was ze spreker op de jaarvergadering van de Psychonomic Society van 14 tot 16 november 2013 in Toronto, Canada.

## Publicaties over Loftus
- Hayne, H (2006). Do justice and let the sky fall: Elizabeth F. Loftus and her contributions to science, law, and academic freedom. Routledge. ISBN 0-8058-5232-8.
- Bethschrift Redux: Research Inspired by the Work of Elizabeth F. Loftus Speciaal nummer van Applied Cognitive Psychology, redactie M. Garry & H. Hayne, jaargang 20, 2006.

- Bibsys: 90213734
- Biblioteca Nacional de España: XX4929522
- Bibliothèque nationale de France: cb12278886x (data)
- Catàleg d'autoritats de noms i títols de Catalunya: 981058511016106706
- CiNii: DA00406504
- Gemeinsame Normdatei: 172229677
- International Standard Name Identifier: 0000 0001 1580 0981
- Library of Congress Control Number: n79059903
- Nationale Bibliotheek van Letland: 000345440
- Bibliotheek van het Japanse parlement: 00447953
- Nationale Bibliotheek van Tsjechië: jn20011019134
- Nationale bibliotheek van Australië: 35310650
- Nationale Bibliotheek van Israël: 987007435062305171
- Nationale Bibliotheek van Polen: a0000001854405
- Nationale en Universitaire bibliotheek Zagreb: 000322426
- Nederlandse Thesaurus van Auteursnamen: 068376375
- ORCID: 0000-0002-2230-6110
- Réseau des bibliothèques de Suisse occidentale: 02-A003528418
- Système universitaire de documentation: 031606504
- Semantic Scholar: 8661976
- Trove: 907055
- Virtual International Authority File: 108264931
- WorldCat: E39PBJbRdVTBGhyyRcfWCmCqQq